# Torre di Brenta
Die Torre di Brenta (ital.: Torre, Turm) ist ein 3014 Meter hoher Berg der Brentagruppe, einem Gebirge in den südlichen Kalkalpen in der italienischen  Provinz Trient. Er gehört zu der sogenannten Sfulmini-Kette, einer Reihe von nadel- oder turmförmigen Felsgipfeln, die sich in nord-südlicher Richtung erstreckt. Nach Westen, zum Val Brenta (Brentatal) hin, dominiert die Torre di Brenta das Gebiet durch ihre eindrucksvolle Nordwestwand, die sich mit 500 Metern über dem Talschluss erhebt. Wie viele Gipfel der Brenta besteht auch die Torre aus festem Dolomitgestein, was sie vor allem für Kletterer zu einem attraktiven Ziel macht, zahlreiche Routen führen daher zum Gipfel. Zuerst bestiegen wurde der Berg am 24. Juni 1882 von dem englischen Kunstmaler und Alpinisten Edward Theodore Compton und dem italienischen Bergführer Matteo Nicolussi aus Molveno von Norden aus über den Gletscher Vedretta dei Sfulmini.

## Geologie
Siehe: Crozzon di Brenta

## Umgebung
Die Torre di Brenta liegt in der Bergkette der Sfulmini, die im Süden von dem Wegübergang Bocca di Brenta (Höhe 2549 m) begrenzt wird und im Norden von der Bocchetta di Molveno, auf einer Höhe von 2746 Metern gelegen. Der höchste benachbarte Berg ist im Süden die 2960 Meter hohe Cima Brenta Alta in nördlicher Richtung folgt der Campanile Alto (2937 m), einige weitere Felszacken und nördlich der Torre liegen die Cima dei Armi (2949 m) und schließlich die 2915 Meter hohe Cima Molveno. Nördlich der Torre di Brenta erstreckt sich der durch die globale Erwärmung stark im Abschmelzen begriffene Gletscher Vedretta dei Sfulmini bis in eine Höhe von 2750 Metern. Nach Norden steigt das Gebiet zur Cima Brenta hin auf Höhen über 3000 Meter an, nach Osten hin fällt es ins Val delle Seghe ab, nach Süden ins Val d'Ambiéz und nach Westen ins Val Brenta. Nächstgelegene Ortschaften sind im Nordwesten das gut 7,5 Kilometer Luftlinie entfernte Madonna di Campiglio im Campigliotal, im Südosten liegt das etwa 6,5 km entfernte Molveno am Lago di Molveno und ca. 12 km im Süden, San Lorenzo in Banale.

## Erstbesteigung, Stützpunkte und Routen
Compton und Nicolussi brachen am 26. Juni 1882 um 12 Uhr vom Rifugio Tosa (Tosahütte, 2442 m) auf, am gleichen Tag, an dem sie schon die Cima Tosa bezwungen hatten. Die beiden gingen in nördlicher Richtung hinauf zur Bocca degli Armi und zur Vedretta dei Sfulmini. Über die Nordseite erreichten sie nach über vier Stunden in teilweise mühevoller Kletterei den Gipfel.
Auch der heutige Normalweg, der leichteste Anstieg, folgt dem Weg Comptons und Nicolussis. Ausgangspunkt ist das Rifugio Angelo Alimonta auf 2600 Metern Höhe. Zunächst führt der Weg hinauf zur Bocca degli Armi und zum Gletscher. Der Einstieg befindet sich an einem der für die Brenta charakteristischen Gesteinsbänder. Dann geht es in teilweise leichter Kletterei im Schwierigkeitsgrad UIAA II durch Kamine, einen Riss und durch ein Fenster im Fels auf die Westseite der Torre und schließlich über den Westgrat zum Gipfel. Zahlreiche ernsthafte Kletterrouten wurden seit 1896 durch die Nordwand und über den Ostgrat im heutigen UIAA-Grad III+ eröffnet, seit den 1930er Jahren kletterte man bereits im IV. bis VI. Grad durch die Südwestwand und 1963 schließlich bestiegen Harris und Mortlock die sogenannte Irrtumsroute im UIAA-Grad VI.